# RB VCARB 01
El RB VCARB 01 fue un monoplaza de Fórmula 1 diseñado por RB Formula One Team para competir en la temporada 2024. Fue conducido durante la mayor parte de la temporada por Daniel Ricciardo y Yuki Tsunoda. Liam Lawson se unió al equipo a partir del Gran Premio de los Estados Unidos reemplazando a Ricciardo.
Fue el primero bajo el nuevo nombre del equipo, anteriormente AlphaTauri. El equipo se benefició de una estrecha colaboración técnica con Red Bull Racing y utilizó las suspensiones y la caja de cambios de Red Bull, además de la unidad de potencia Honda RBPT. La suspensión delantera pasó a ser pull-rod, como la de Red Bull, siendo una de las razones por las que se comparó al RB VCARB 01 con el Red Bull de esa temporada, el RB20, y anteriores.
RB finalizó octavo en el Campeonato de Constructores, al igual que AlphaTauri en 2023. Yuki Tsunoda finalizó 12.º en el Campeonato de Pilotos, siendo su mejor temporada hasta el momento.

## Resultados

### Fórmula 1
(Clave) (negrita indica pole position) (cursiva indica vuelta rápida)

| Año     | Motor                   | Neu. | N.º | Pilotos          | 1   | 2   | 3   | 4   | 5   | 6   | 7   | 8   | 9   | 10  | 11  | 12  | 13  | 14  | 15  | 16  | 17  | 18  | 19  | 20  | 21  | 22  | 23  | 24  | Puntos | Pos. |
| ------- | ----------------------- | ---- | --- | ---------------- | --- | --- | --- | --- | --- | --- | --- | --- | --- | --- | --- | --- | --- | --- | --- | --- | --- | --- | --- | --- | --- | --- | --- | --- | ------ | ---- |
| 2024    | Honda RBPTH002 V6 Turbo | P    |     |                  | BHR | ARA | AUS | JPN | CHN | MIA | EMI | MON | CAN | ESP | AUT | GBR | HUN | BEL | NED | ITA | AZE | SIN | USA | MEX | SÃO | LVG | QAT | ABU | 46     | 8.º  |
| 2024    | Honda RBPTH002 V6 Turbo | P    | 3   | Daniel Ricciardo | 13  | 16  | 12  | Ret | Ret | 154 | 13  | 12  | 8   | 15  | 9   | 13  | 12  | 10  | 12  | 13  | 13  | 18  |     |     |     |     |     |     | 46     | 8.º  |
| 2024    | Honda RBPTH002 V6 Turbo | P    | 22  | Yuki Tsunoda     | 14  | 14  | 7   | 10  | Ret | 78  | 10  | 8   | 14  | 19  | 14  | 10  | 9   | 16  | 17  | Ret | Ret | 12  | 14  | Ret | 7   | 9   | 13  | 12  | 46     | 8.º  |
| 2024    | Honda RBPTH002 V6 Turbo | P    | 30  | Liam Lawson      |     |     |     |     |     |     |     |     |     |     |     |     |     |     |     |     |     |     | 9   | 16  | 9   | 16  | 14  | 17† | 46     | 8.º  |
| Fuente: |                         |      |     |                  |     |     |     |     |     |     |     |     |     |     |     |     |     |     |     |     |     |     |     |     |     |     |     |     |        |      |